# Højre hånd
Højre hånd er en dansk dokumentarfilm fra 2003, der er instrueret af Morten Meldgaard.

## Handling
Denne artikel mangler et handlingsreferat. Hjælp os med at skrive det.